# جوهان ماري تريمبلي
جوهان ماري تريمبلي هي ممثلة كندية، ولدت في 1950 بمونتريال في كندا.

## أعمال

### أفلام
- (2003) الغزوات البربرية[5]
- (2007) أيام الظلام
- (2009) بوليتكنك

## وصلات خارجية
- جوهان ماري تريمبلي على موقع IMDb (الإنجليزية)
- جوهان ماري تريمبلي على موقع ألو سيني (الفرنسية)
- جوهان ماري تريمبلي على موقع أول موفي (الإنجليزية)
- جوهان ماري تريمبلي على موقع قاعدة بيانات الأفلام السويدية (السويدية)
- جوهان ماري تريمبلي على موقع قاعدة بيانات الفيلم (الإنجليزية)
- جوهان ماري تريمبلي على موقع كينوبويسك (الروسية)